# Ecuador en los Juegos Paralímpicos de Nueva York y Stoke Mandeville 1984
Ecuador estuvo representado en los Juegos Paralímpicos de Nueva York y Stoke Mandeville 1984 por dos deportistas masculinos. El equipo paralímpico ecuatoriano no obtuvo ninguna medalla en estos Juegos.